# Arleen Whelan

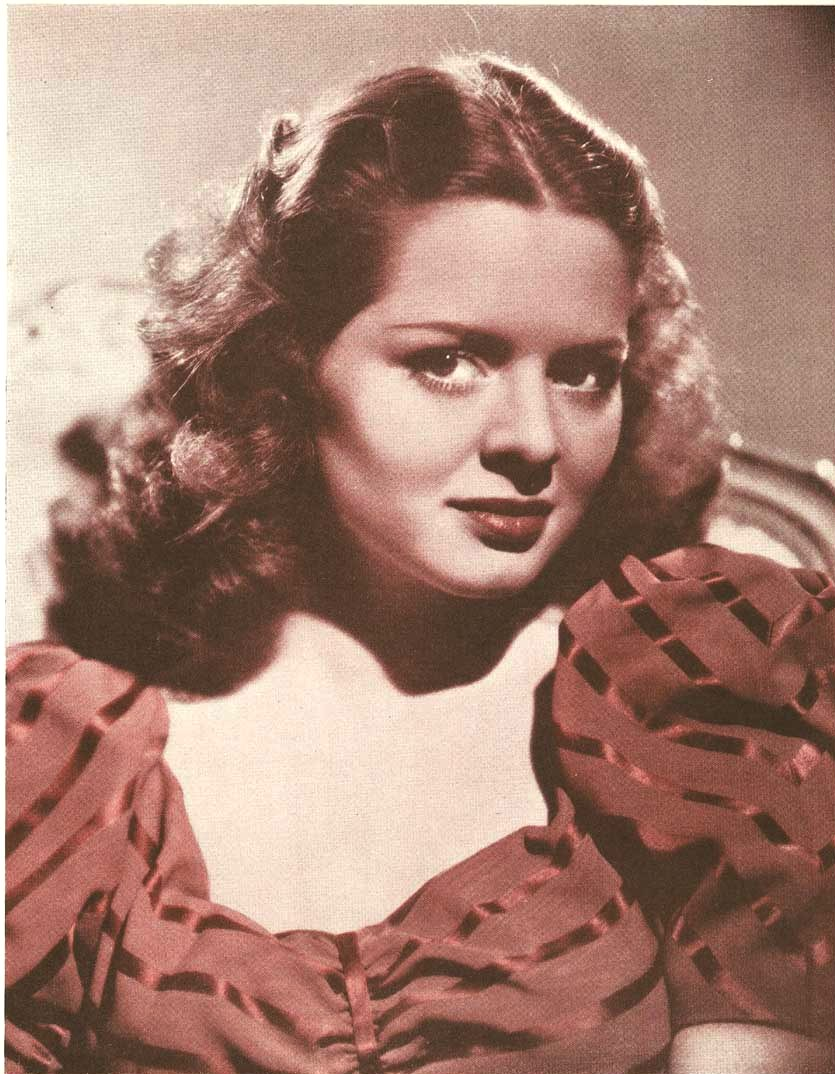
Arleen Whelan (1938)

Arleen Whelan (* 1. September 1916 in Salt Lake City, Utah; † 7. April 1993 in Orange County, Kalifornien) war eine US-amerikanische Schauspielerin. Bekanntheit erlangte sie durch ihre Hauptrolle in John Fords Wem die Sonne lacht.

## Leben
Whelan wuchs in ihrer Geburtsstadt Salt Lake City auf und arbeitete nach ihrem Schulabschluss als Maniküristin in einem Schönheitssalon. Dort wurde sie von dem Filmregisseur H. Bruce Humberstone entdeckt, der sie 1938 nach Probeaufnahmen in der weiblichen Hauptrolle der Jean MacDonald im Film Entführt von 20th Century Fox besetzte. 1939 wurde sie laut zeitgenössischer Berichte für die Rolle der Scarlett O’Hara in Vom Winde verweht in Betracht gezogen, die schließlich an Vivien Leigh ging.
In den nächsten Jahren folgten mehr als 30 weitere Filmrollen sowie ab den 1950er-Jahren auch vereinzelte Auftritte in Fernsehserien. Ihre wohl bekanntesten Rollen verkörperte sie in zwei Filmen von John Ford: 1939 war sie in Der junge Mr. Lincoln neben Henry Fonda als junge Ehefrau eines Mordangeklagten zu sehen, 1953 spielte sie die Lucy Lee Lake in Wem die Sonne lacht, der als Fords persönliches Lieblingswerk zählt. Neben ihrer Filmkarriere war Whelan auch in Theaterstücken am Broadway zu sehen. 1962 beendete sie ihre Filmkarriere nach 24 Jahren.
Arleen Whelan war dreimal verheiratet. Von 1940 bis 1943 mit dem Schauspieler Alex D’Arcy, von 1943 bis 1953 mit dem Filmverleiher Hugh Owen und von 1960 bis 1961 mit Dr. Warren O. Cagney. Alle drei Ehen wurden geschieden und blieben kinderlos. Whelan lebte zuletzt im kalifornischen Orange County, wo sie am 7. April 1993 im Alter von 76 Jahren an den Folgen eines Schlaganfalls starb. Sie wurde auf dem Holy Cross Cemetery in Culver City bestattet.

## Filmografie (Auswahl)
- 1938: Entführt (Kidnapped)
- 1938: Gateway
- 1939: Sabotage
- 1938: Thanks for Everything
- 1939: Der junge Mr. Lincoln (Young Mr. Lincoln)
- 1941: Charley’s Aunt
- 1942: Charlie Chan: Das Schloß in der Wüste (Castle in the Desert)
- 1942: Sundown Jim
- 1943: Stage Door Canteen
- 1947: Die Farm der Gehetzten (Ramrod)
- 1947: Der Senator war indiskret (The Senator Was Indiscreet)
- 1947: Mädchen für Hollywood (Variety Girl)
- 1947: Die widerspenstige Gattin (Suddenly It’s Spring)
- 1948: Ich heirate dich doch (That Wonderful Urge)
- 1951: Die Faust der Vergeltung (Passage West)
- 1952: Die roten Teufel von Arizona (Flaming Feather)
- 1953: Wem die Sonne lacht (The Sun Shines Bright)
- 1953: Der Cowboy von San Antone (San Antone)
- 1956: The Women of Pitcairn Island
- 1957: Sheriff Brown räumt auf (The Badge of Marshal Brennan)
- 1957: Die Plünderer von Texas (Raiders of Old California)
- 1962: General Electric Theatre (Fernsehserie, 1 Folge)